# 590
Năm 590 là một năm trong lịch Julius.